# Вербицький Михайло Михайлович
Миха́йло Лев Миха́йлович Верби́цький (4 березня 1815, с. Явірник-Руський, Сяноцький округ, Королівство Галичини та Володимирії, Австрійська імперія (нині ґміна Бірча, Перемишльський повіт, Підкарпатське воєводство, Польща) — 7 грудня 1870, с. Млини, нині ґміна Радимно, Перемишльський повіт, Підкарпатське воєводство) — священник УГКЦ, український композитор, хоровий диригент, актор, громадський діяч, автор музики державного гімну України «Ще не вмерла Україна».
Один із перших українських професійних композиторів у Галичині та зачинателів національної композиторської школи.

## Життєпис

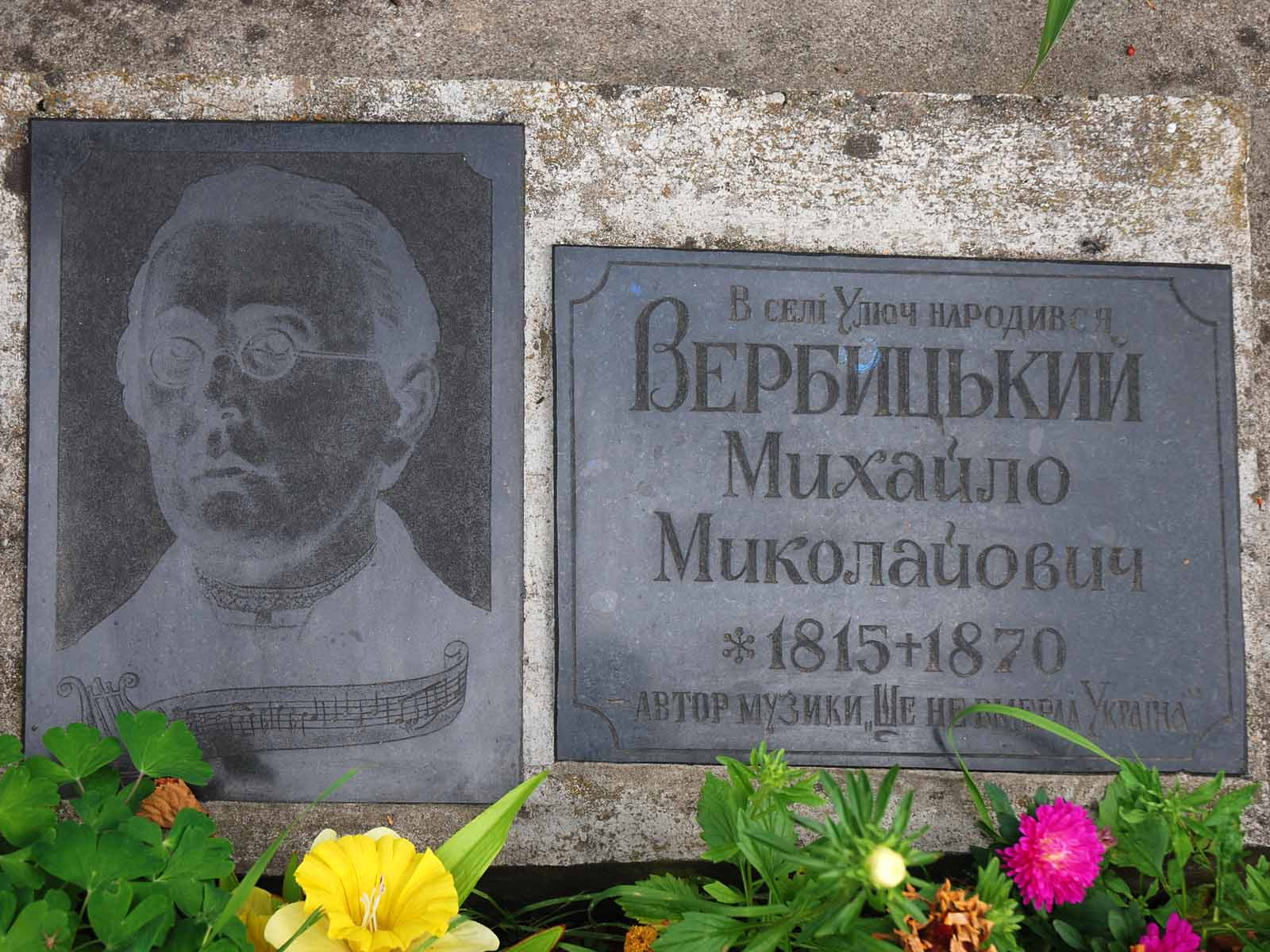
Таблиця в місці народження

Народився 4 березня 1815 року в родині греко-католицького священника, декана о. Михайла Андрія (тіточного брата єпископа Івана (Снігурського)) та його дружини Пелагії (з Пацановських) у селі Явірник-Руський Бірчанського повіту на Надсянні.
Його батько був парохом церкви св.влм. Димитрія у Явірнику Руському від 1806 до 1820 року. Матір Пелагія, донька Івана Пацановського, перемиського міщанина, походила з Перемишля.
У Явірнику-Руському в родині Вербицьких народилося троє синів. Перший їх син Михайло Малахій (народжений 19 січня 1813 р.), помер у дворічному віці 3 березня 1815 року, а наступного дня, 4 березня, народився другий син, якого назвали також Михайлом, додавши йому друге ім'я Лев, третій син — Йосиф Володислав.

### Шкільні роки у Перемишлі (1826–1833)
Коли йому виповнилося 10 років, помер батько, а мати, вдруге вийшовши заміж, ймовірно, у 1826 р., за одними даними, відмовилася від батьківських прав, за іншими — її другий чоловік був проти проживання дітей з ними. Матір віддала Михайла і його молодшого брата Володислава під опіку їхнього далекого родича по батьківській лінії — перемиського владики Івана Снігурського — одного з найяскравіших діячів УГКЦ.

#### Гімназія (1826-1833)
У домашньому архіві Андрія Вербицького, праправнука Михайла Вербицького, зберігся атестат 12-літнього гімназиста Михайла за третій гімназійний клас (1826/27 н.р.), виданий 28 серпня 1827 р. Це була колишня єзуїтська шестикласна гімназія з латинською мовою викладання.

#### Музична школа
1828 року Владика Снігурський заснував при перемишльській катедрі ГКЦ хор, в якому співав Михайло Вербицький. Там він здобув ґрунтовну музичну освіту від кваліфікованого диригента й композитора Алоїза Нанке, який працював п'ять років мистецьким керівником. 
Важливе значення для формування Вербицького як композитора мав репертуар перемишльського хору, в якому були твори австрійських класиків Йозефа Гайдна, Вольфганга Моцарта, Людвіга Бетховена, італійського композитора Буранелло Ґалуппі, інших західно-європейських композиторів Даніеля Обера, Карла-Марії Вебера,  Франца-Петера Шуберта й Джоакіно-Антоніо Россіні, композиторів «золотої доби» української музики — Максима Березовського та передусім Дмитра Бортнянського, якого Вербицький називав «українським Моцартом». Духовні концерти Дмитра Бортнянського найбільше вплинули на музику Західної України та світогляд Вербицького зокрема. 
Згодом навчався у Дяко-Учительському інституті.

### Львівська семінарія (1833–1842)
У 1833 році вступив до Львівської греко-католицької духовної семінарії. Феодосій Стеблій вказує, що о. М. Вербицький навчався у Львівській духовній семінарії з 1836 по 1842 рр. У 1836 році «виступив» із семінарії, продовжуючи навчатися у семінарії як екстерніст.
У 1837 році Михайло Вербицький разом із семінаристами Рудольфом Мохом, Антіном Могильницьким та Миколою Устияновичем поставили інсценізацію драми «Руське весілля» о. Йосипа Лозинського.
У 1837 році одружився із австрійкою Йозефою-Барбарою Сенер, закінчивши другий курс богослов'я (за помилковими іншими даними він одружився улітку 1838 року). За прийнятим у 1837 році законом питомці 3-4 курсів позбавлялися права навчатися заочно та змушені були жити у семінарській бурсі, тому Михайло Вербицький, як чоловік сімейний, не міг залишатися у стінах семінарії.
Аби вижити у Львові давав уроки гри на гітарі та інших інструментах, а також служив платним тенором у Львівській латинській кафедрі, працював басистом і регентом хору та викладав лекції музики у вірменському костелі (монастирі) Бенедиктинок у Львові. Також працював при Львівській Ставропігії.
У подружжя народилося двоє дітей. Старшою, ймовірно, була донька. 18 (або 19) січня 1839 р. народився син Іван-Володимир. Несподівано через кілька місяців після пологів дружина померла.
У 1839 знову був прийнятий на 3-й курс семінарії, але вже 21 вересня 1842 року протоколом ректорату № 201 за ряд провин його виключили з семінарії із формулюванням: «За куріння бакуну (тютюн) та недисциплінованість».
В сучасних українських журналістських матеріалах розповсюджена неправдива інформація про те, що перший і другий рази Вербицького виганяли із семінарії "за веселі пісні, гру на гітарі, запізнення на ранкові молитви", а третій раз — через укладання шлюбу. Деякі журналісти бездоказово пишуть про вагітність його дружини до шлюбу, не зважаючи на те, що немає жодних свідчень, які б це могли підтвердити.

### Диригент хору Ставропігії (1842–46) та Викладач нотного співу у Львівській семінарії (1844–46)
У 1842–43 роках працював диригентом хору Ставропігійського інституту. З 1844–45 навчального року викладав нотний спів у Львівській семінарії. 

### Повернення до Перемишля (1846–1849)
Разом з дітьми у 1846 р. (за іншими даними — у 1845 р.) він повернувся до Перемишля, де за сприяння Івана Снігурського дістав посаду кантеліста (нижчого урядовця або ж канцеляриста) при консисторії Перемиського собору (капітули) крилошан: він дістав посаду вчителя курсів музики при консисторії місцевого собору. А також навчав арифметики й каліграфії в дяко-учительському інституті.
У другій половині 1840-х років звернувся до релігійної музики. У цей період написав повну Літургію для мішаного хору (1847), яка і сьогодні звучить у багатьох церквах Західної України. Окрім Літургії, він створює знамениту «Ангел вопіяше» та ін. церковні композиції.
Брав приватні уроки у славетного органіста і керівника хору латинської Перемиської катедри Франца Лоренца, на яких опанував науку композиції і тонкощі контрапункту. Співав у катедральному соборі, сам диригував чоловічим хором.

#### «Мир вам, браття, всім приносим» (1848)
У часі «Весни народів» 1848–1849 рр. написав музику на текст вірша о. Івана Гушалевича «Мир вам, браття, всі приносим» (вірш «Мир русинам» був опублікований у збірці поета, виданій в Перемишлі влітку 1848 р.).

#### Співпраця з Коломийським театром (1848–1849)
На запрошення коломийського пароха о. Івана Озаркевича активно співпрацював у Коломийському театрі з 1848 р. Наступного, 1849 р., він працював з «Коломийським товариством акторів під предводительством Ляйтнера» під час гастролей у Перемишлі, співпрацював із засновником та режисером театру Іваном Вітошинським.

#### Співпраця з аматорським театром у Перемишлі (1848–1849)
У 1849–51 роках активно співпрацював з аматорським театром (театральним товариством на чолі з пані Саар, дружиною окружного старости, сестри пізнішого президента Державної ради Франца Смольки) у Перемишлі, який, заохочена прикладом Львова (та Коломиї, що започаткувала цей рух), заснувала патріотично налаштована молодь та інтеліґенція міста в листопаді 1848 року. Михайло Вербицький став його музичним керівником і композитором, виступав також як актор-співак.
Напередодні висвячення, ймовірно у 1848 вдовець одружився вдруге на Катерині Барон, доньці капітана цісарського війська Франциска та Анни Баронів (за іншими даними з Катериною Барон він одружився невдовзі після того, як вдруге залишив семінарію). 

### Душпастирська діяльність (1850–1870)

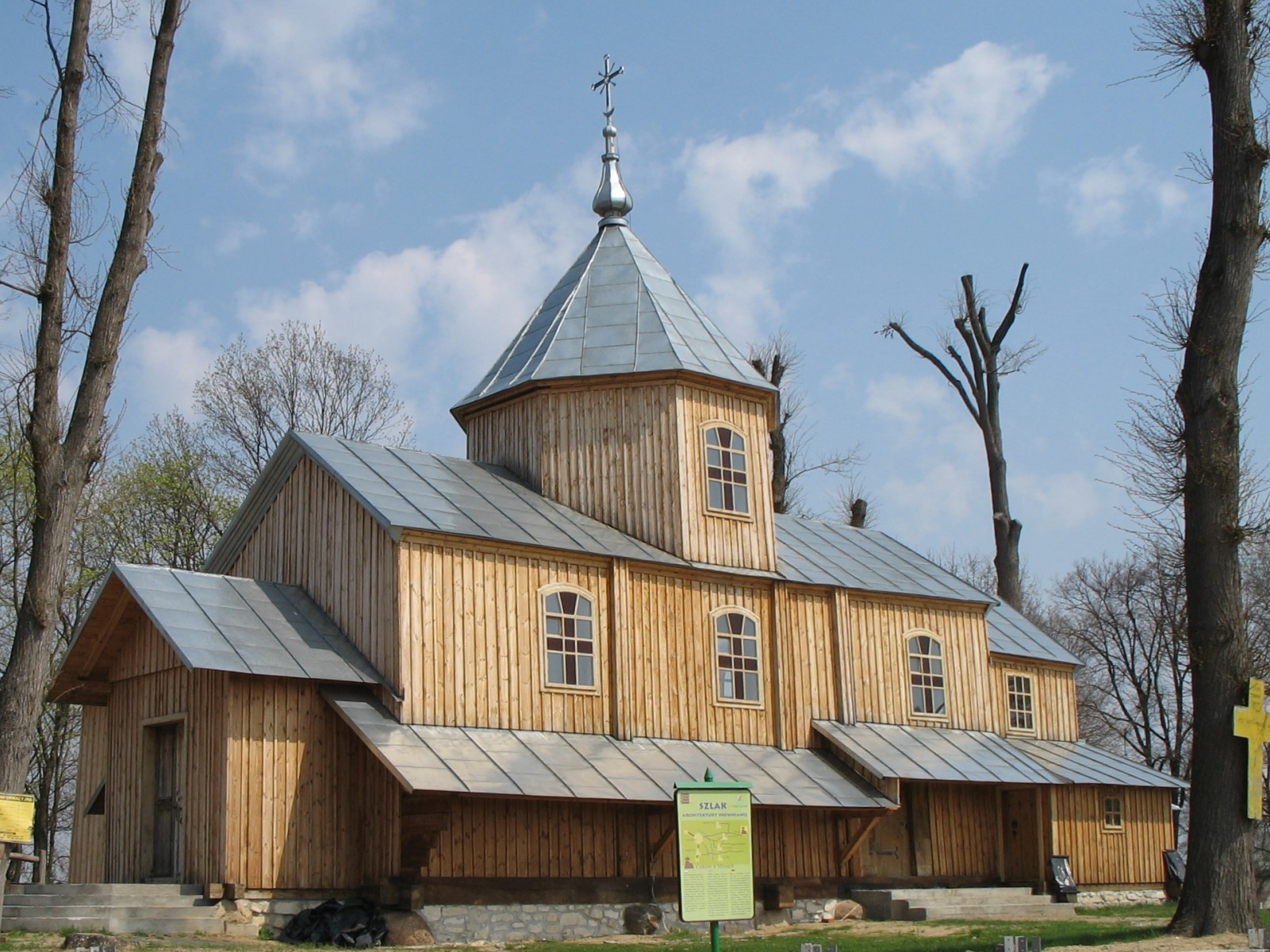
Церква в Млинах

У 1850 році закінчив семінарію та у віці 35 років отримав ієрейські свячення. Був священником за внутрішнім покликом.
Першою була парафія Різдва Пресвятої Богородиці в селі Завадів Яворівського району Львівської області з 1850 по 1852 роки. Проживав у будинку № 112.  
В цей час у подружжя Вербицьких народилося двоє дітей: Марія (народилась у квітні 1850 року, померла 20.01.1852) та Михайло (народився 17.10.1851).
2 травня 1852 року був переведений на парафію Святої Параскеви с. Залужжя Яворівського повіту, де служив адміністратором до 15 вересня 1853 року.
З 1853 по 1856 рік був адміністратором каплиці Св. Євстахія на горі в селі Стрілках Старосамбірського району на Львівщині. 
У 1855 році дістав призначення у село Млини (тоді Яворівського повіту), де прожив решту свого життя. 
У 1858 році померла дружина.
Як згадував Анатоль Вахнянин, о. Вербицький дуже часто навідувався до Перемишля із Млинів (39 км) і привозив свої твори, складені переважно для чоловічих голосів. Саме під його проводом і проводом о. Івана Лаврівського стала вільно розвиватися, окрім церковного співу, і «світська руська пісня». Завдяки цим двом священикам, Перемишль став містом, де уперше в Галичині проявився музичний феномен лідертафель — товариського співу у квартетах.

#### Співпраця Львівським театром товариства «Руська бесіда» (з 1864)
З 1864-го року з відкриттям у Львові театру товариства «Руська Бесіда», з яким композитор активно співпрацював від його заснування, знову звернувся до жанру співогри. 
На замовлення товариства Вербицький створив хорову композицію до «Заповіту» Тараса Шевченка. Для цього театру Вербицький написав побутову мелодраму «Підгіряни», одну з найпопулярніших п'єс композитора, згодом «В людях ангел, не жена, вдома з мужем сатана», «Сільські пленіпотенти», «Простачку» (ця оперета стала його останньою працею перед смертю) та ін.

### Останні роки життя
В останні роки життя композитор займався педагогічною діяльністю, писав статті, творив музику. Серед його учнів були священики-композитори Віктор Матюк і Порфирій Бажанський.
У 1868 році написав «Заповіт» на слова Т. Шевченка.
У 1869 році важко захворів, почав лікування. В лікарні написав церковні композиції «Іже Херувими», «Святий Боже», «Тебе поєм» та 2 латинські Служби Божі. Створив «12 чтиригласних пінія на мужескі голоси» на слова В. Шашкевича в стилі лідертафель.
Помер у селі Млини від раку язика 7 грудня 1870 року у віці 55 років.

## Родина
Був двічі одруженим, двічі овдовів.  
Перша дружина (одружилися у 1837 р.) — австрійка Барбара Сенер, померла через півтора року після одруження.   
Син від першого шлюбу — Іван-Володимир (18.01.1839—1890), професор історії, вчитель гімназії у Львові, викладач в Бережанській гімназії, професор німецької Бродівської гімназії (з 1874, викладав історію, географію і спів), та її директор.  
Друга дружина (одружилися, ймовірно, у 1848) — Катерина, донька капітана цісарського війська Франциска та Анни Баронів, померла передчасно у 1858 році.
Мали доньку Марію (померла 20.01.1852 у віці 1 року 9 місяців, похована у селі Завадові) та сина Михайла, що народився у Завадові.
Син від другого шлюбу — Михайло (17.10.1852—?), агроном на теренах, що тоді належали Росії.
Внук Н. Вербицький був диригентом української гімназії у Львові. Виступав на святкуванні 120-ліття свого діда та відкриттю пам'ятника на його могилі у Млинах 17 червня 1934 року.

## Творча спадщина
Творча спадщина Михайла Вербицького належить до найцінніших надбань української культури. Композитор Станіслав Людкевич 1934 року відзначав: «Вербицький для нас є не тільки музикантом, а й також символом нашого національного відродження в Галичині».
Він перший на теренах Галичини (в українській громаді) і Україні загалом звернувся до таких важливих жанрів європейської професійної творчості ХІХ ст., як кантата, оркестрова увертюра (о. Вербицький називав її «симфонією»), співогра (водевіль, оперета) хоровий цикл, романс.
Був засновником (разом з о. Іваном Лаврівським) т.зв. «Перемиської школи», яка мала дуже сильний і помітний вплив на творчість усіх пізніших галицьких композиторів — В. Матюка, П. Бажанського, А. Вахнянина, І. Воробкевича, Й. Кишнакевича, а також авторів ХХ ст. — В. Барвінського, С. Людкевича, А. Кос-Анатольського, Р. Сімовича, Є. Козака та почасти М. Колеси.
До Другої світової війни твори Вербицького становили основу репертуару західноукраїнських виконавських колективів. Його музика звучала практично на кожному концерті чи святковому вечорі того періоду.
Більшість відомих з літератури рукописів музичних творів о. Вербицького збереглися, окрім кількох рукописів з музикою до п'єс, що загинули у Празі 1945 р. після арешту совєтами дружини Нестора Нижанківського.

### Основоположник гітарної музики та гітарної літератури
Вважається, що саме він запровадив моду на гітару в Галичині. До того ж його вважають і основоположником гітарної літератури. До нашого часу збереглося створене ним «Поученіє Хітари ведле Михайла Вербицького» для початківців, яке стало першим таким посібником в Україні.
На сьогодні єдиним збереженим свідченням гітарного стилю композитора є рукописна збірка «Guitarre № 16» Михайла Вербицького, яка складається з 32 п'єс, серед них — 14 інструментальних мініатюр: марші, мазурки, польки, галопи, козачки, чардаші та великі віртуозні твори. Цей зошит зберігся у рукописах Наукової бібліотеки України.

### Церковні хорові твори
Найбільшу, найважливішу частину творчої спадщини композитора складають хорова музика. Церковні твори (Літургія, пісні на канонічні тексти) позначені впливом Дмитра Бортнянського, відрізняються ліричністю.
Хорові твори він писав протягом усього свого життя. Почесне місце серед них посідають духовні композиції — Служба Божа для змішаного хору (1847), Літургійні композиції «Єдинородний Сине», «Святий Боже», велично-пафосне «Алилуя» (в народі його називають «козацьким»), «Отче наш», причасний «Хваліте Господа з небес», «Ангел воспіяше», які стали шедевральними, вельми збагативши українську церковну музику своєю наспівністю, теплом, щирістю вислову.
У 1860-х написав знамениту Літургію, яку вперше виконали семінаристи на Покрову 14 жовтня 1865 року у Соборі св. Юра.
У 1869 році, вже в лікарні, він скомпонував “Іже херувими”, “Святий Боже”, “Тобі поєм” та склав музику з акордами для двох латинських Служб Божих.

### Світські хорові твори
Чи не найбільшу популярність принесли о. Вербицькому світські чоловічі хори a cappella.

#### Кантата «Завіщаніє» («Заповіт»)
Вербицький був першим з галицьких композиторів, що звернув увагу на вірші Тараса Шевченка.
Кантата «Заповіт» написана в 1868 році і була вперше виконана 15 березня того ж року на Шевченківському вечорі (святі-концерті) у Львові разом із «Заповітом» тоді ще молодого М. Лисенка.

### Театральна спадщина
Вербицький є автором перших в українській музиці симфоній (увертюр).
За своє життя написав музику до понад 20-и театральних вистав (Зеновій Лисько згадує про понад 30 п'єс, музику до яких написав о. М. Вербицький), 12 оркестрових рапсодій, 8 симфонічних увертюр, три хори, два полонези й музику до близько 20 драматичних вистав.

#### Мелодрама «Підгіряни» (1864)
Центральне місце посідає мелодрама «Підгіряни» на лібретто о. Івана Гушалевича (1864) — один з найталановитіших театральних праць Вербицького.
Театральні оглядачі зауважують, що мелодрама «Підгірняни» отця Івана Гушалевича (1823-1903), прем’єра якої відбулася 27 квітня 1865 р., завдячує успіхом головним чином завдяки талановитій музиці Михайла Вербицького.

#### Симфонії
Для симфонічної оркестри, яку Вербицький назвав «Симфоніями», від написав одинадцять творів типу увертюр у вигляді вступів до балетних, оперних та концертно-симфонічних і драматичних п'єс і театральних творів, як також два полонези та кілька вальсових музичних варіяцій.

### Гімн України
Дата створення пісні «Ще не вмерла Україна» залишається наразі дискусійною. Тривалий час вважалося, що вона була створена у 1862—1863 рр., але без відповідних наукових аргументів.
Вперше антиімперський вірш Павла Чубинського був опублікований на Галичині у грудневому числі часопису «Мета» за 1863 рік (№ 4, с. 271-272), який фактично вийшов близько 15 січня 1864 року. Цей вірш відкривав добірку вміщених тут поезій Тараса Шевченка — «Сидячи в неволі» («Лічу в неволі»), «Мені однаково», «Н. Костомарову» («Веселое сонечко ховалось»), «Завіщанє» («Заповіт»). Тож не дивно, що «Ще не вмерла Україна», набувши великої популярності серед свідомої молоді Галичини, довгі роки (до 1885 р.) сприймалася галицьким середовищем, як твір Великого Кобзаря.
Однак О. Зелінський довів, що музику до вірша «Ще не вмерла Україна» о. Вербицький написав не пізніше 14 червня 1863 року. Сам текст у 1863 році у Галичину привіз українофіл польського походження Павлин Свєнціцький. Згодом, ймовірно, через катехита Перемиської семінарії о. Юстина Желехівського, текст потрапляє до його друга Михайла Вербицького, який фанатично любив Шевченка і мріяв написати музику до всіх його віршів.
До наших днів дійшов автограф пісні «Ще не вмерла Україна», написаної Вербицьким для голосу («солоспіву») в супроводі гітари. Він зберігається у відділі рукописів Львівської Наукової бібліотеки ім. В. Стефаника (фонд Якубовича, № 10, п.1).
Вперше о. Михайло Вербицький сам виконав її на сходинах (зібранні) студентської організації «Громада» у музейній залі Духовної гімназії в Перемишлі. Ректор семінарії о. Григорій Гинилевич, захоплений почутим, наполегливо рекомендував семінаристам поширювати цей твір серед прочан (а перепис — серед інших «Громад» Галичини), а о. Вербицького попросив зробити зі солоспіву хоровий варіант. Незабаром була оприлюднена авторська версія для хорового виконання.
Урочисто вперше цей хоровий твір виконали в Перемишлі в день празника Св. Івана Хрестителя 1 липня 1864 року.
Відкриття Українського театру у Львові 25 грудня 1864 року постановкою оперети Карла Гейнца (Кароля Гейнча або Гайнча (1820—1860), власне його україномовна «комедія-опера» називалася «Поворот запорожців з Трапезунда», опублікована 1842 р. в Києві) «Запорожці» розпочалось із виконання «Ще не вмерла Україна» (у виставі перший рядок було змінено на «Ще не вмерло Запорожжя»), тому деякі джерела вказують, що саме тоді широка громадськість уперше познайомилася з піснею.
Однак зазвичай стверджують, що перше виконання твору «Ще не вмерла Україна» як Гімну відбулося 10 березня (26 лютого за старим стилем) 1865 року в Перемишлі як завершальний номер концерту, присвяченому Тарасові Шевченку, диригував Анатоль Вахнянин, який, ще будучи на той час головою перемиського студентського клюбу, зорганізував цей концерт в залі дому, що мав назву “Під Провидінням” і був власністю єпископської консисторії (поки українці Перемишля ще не збудували свого народного дому, вони часто винаймали актову залу цього будинку для святкових заходів). Ймовірно так стверджують через те, що збереглася перша згадка про його хорове виконання у львівській газеті «Слово», у якій анонімний автор інформував про Шевченківський вечір, що відбувся 26 лютого 1865 р. в Перемишлі й завершувався піснею «Ще не вмерла Україна».
У Львові пісню «Ще не вмерла Україна» вперше у хоровому опрацюванні виконали на концерті, присвяченому відкриттю українського театру в новозбудованому «Народному домі». У 1869 р. на вечорі пам'яті Тараса Шевченка у Львові її виконали на концерті, який відбувся в міській Стрільниці на вул. Курковій (нині вул. Лисенка, 23 А, Музей національно-визвольної боротьби України).
За музичним стилем пісня-хор М. Вербицького є типовим зразком ранньоромантичної творчості, де класичне гомофонне чотириголосся, чітка мажоро-мінорна система органічно поєднуються з національними мелодичними елементами та властивими для українських фольклорних наспівів, старовинних кантів і псалмів інтонаціями, кадансами, ліризованими мелодичними зворотами. Все разом надає музиці піднесено врочистого і водночас щирого, задушевного характеру.
Сприймання твору Вербицького як народного гімну підтверджує і перша його публікація з 1885 р. у збірнику «Кобзар»: хор уміщено в початковому розділі поряд з іншими патріотичними піснями на зразок гімнів («Мир вам, браття», «Щасть нам. Боже» тощо). 
У 1891 р. отець-композитор Остап Нижанківський уклав збірник "Слов'янські гимни" ("В'язанка"), де вперше назвав "Ще не вмерла Україна" "гимном русько-українським".  
Вірш «Ще не вмерла Україна» був вперше друкований (з огляду на царську цензуру в підросійській частині України) аж у 1906 році.
Інтенсивне поширення пісні «Ще не вмерла Україна» в різних національно-визвольних осередках, у тому й серед Січових Стрільців, привело до затвердження її у 1918 р. Українською Народною Республікою як державного гімну (хоча інші джерела стверджують, що офіційного затвердження не було; вперше офіційний статус державного гімну вона отримала у 1939 році на Соймі Карпатської України) і повторення цього акту у наш час, коли Україна знову здобула свою назалежність і державність.
Хоч мелодію «Ще не вмерла Україна» пробували аранжувати на свій лад різні українські композитори, все таке, вона до сьогодні виконується в порівнянні з оріґіналом Вербицького з невеличкими змінами.

### Список творів
Оперети, водевілі, мелодрами, музика до історичних п'єс:
- «Верховинці», лібр. М. Устияновича за п'єсою Ю. Коженьовського «Karpaccy górale» у 2-х діях
- «Козак і охотник», переробка І. Вітошинського п'єси А. Коцебу «Kozak und Freiwilliges»
- «Жовнір-чарівник», за водевілем І. Котляревського «Москаль-чарівник», в 1-й дії
- «Запропащений котик», в 1-й дії
- «Гриць Мазниця», переробка І. Наумовича комедії Ж. Б. Мольєра «Georg Danden»
- «Проциха, або Поллета часом придасться», комедіо-опера у 3-х діях, переробка Ю.Желехівського з польс. п'єси І.Танського «Plotka się czasem przyda» (всі 1849)
- «Підгіряни», лібр. І. Гушалевича, в 3-х діях (1864, надруковано фортепіано переклад В. Матюка, 1877)
- «Школяр на мандрівці», переробка В.Лозинським (Лозовським) польс. п'єси «Przyblęda» («Приблуда»)
- «Галя», переробка В.Лозинським (Лозовським) франц. п'єси «Ketty», в 2-х діях
- «В людях ангел не жона, вдома з мужом сатана», переробка з франц., в 3-х діях
- «13-й жених, або Мрії перед весіллям», переробка з нім., в 1-й дії
- «Не до любви» («Не до любові»), лібр. К. Шаповала, в 2-х діях
- «Буанаротті, або застиджена зависть», комедіо-драма Г. Якимовича в 3-х діях
- «Федько Острожський», п'єса О. Огоновського в 5-и діях
- «Настя», драма В. Ільницького, в 1-й дії (всі 1866)
- «Сільські пленіпотенти», лібр. І. Гушалевича, в 3-х діях (1867—69, прем'єра 1879)
- «От тобі і скарб», п'єса Г. Квітки-Основ'яненка, в 1-й дії (1867)
- «Чорноморський побит на Кубані», п'єса Я. Кухаренка, в 3-х діях (1867)
- «Рожа», переробка з франц., в 1-й дії
- «І гроші нінащо, як розум ледащо», переробка з франц. (1867)
- «Простачка», в 1-й дії (1870)
- «Вузькі черевики», переробка з франц. А. Стечинського, в 1-й дії (1867—69)

Симфонії-увертюри:
- Ре мажор (№ 1), вступ до «Верховинців» (1848—50)
- Соль мажор
- До мажор — ля мінор — До мажор (1848—50, копія під заголовком «Симфонія II»)
- ля мінор — мі мінор — Ля мажор (1848—50, III А)
- Сі-бемоль мажор — Соль мажор (1863, № 4)
- мі мінор — Соль мажор (1865, № 5)
- соль мінор — Mi-бемоль мажор [1865, копія під заголовком «VI симфонія» опубл. за ред. Д. Січинського у видавництві «Станіславського Бояна» (див. "Боян Станіславський'), 1905]
- фа мінор — Фа мажор (1865, в автографі назв. «Симфонія VI)
- ля мінор — Ля мажор (1865, № 7)
- увертюри до оперет „Не до любові“ (1866), «Чорноморський побит» (1867), «Простачка» (1870)
- Полонези Мі мажор, До мажор (1849, антракт до «Верховинців»), варіації, марші, вальси для гітари

Церковні хори:
- Літургія для мішаного хору (1847), варіант для чоловічого хору (1865)
- зб. «Духовні твори». — К., 2004
- рукоп. копії — «Ангел вопіяше»
- «Буди ім'я Господнє»
- «Милость мира»
- «Тебе поєм»
- «Отче наш» — для мішаного хору (надруковано у зб.: Кипріян І. Партитура співів церковних і світських. — Перемишль, 1882)
- «Вічная пам'ять»
- «Господи, помилуй» — для чоловічого хору (надруковано у зб.: Похоронні пісні. — Л., 1912)
- «Єдин Свят — хваліте!“ — для мішаного хору (надруковано у зб.: Охримович і. Літургійні пісні. — Л., 1927, зош. 25, ч. 6): «Христос воскрес» (т. зв. «Велике», надруковано у зб.: Пісні церковні з різних авторів, переложені на женьський хор о. Виктором Матюком. — Л., 1894)
- «Тебе поєм»
- «Христос воскрес» — для чоловічого хору (автографи)

Чоловічі хори a cappella
- на сл. В. Шашкевича — «Заспів» («Ой ви, мої співаночки», опубл. у зб.: Вербицький М. Чотиригласник. — Л., 1882, Кобзар. — Л» 1885)
- «Лілея-воля»
- «На пароході»
- «Прощанє» («Квіти мої веснянії», опубл. там само)
- «Сиві очі» (опубл. у перекладенні на міш. хор у зб.: Боян. — Л., 1884, Кобзар)
- «Бувало, а нині» («Малим бувало я сідаю», автограф, 1869)
- «Думка» («Ой зазуле, зазуленько», опубл. у зб.: Вербицький М. Чотириголосник)
- «Жаль» («Коб мої рани знали», опубл. у названих зб.: Боян, Кобзар)
- «Нинішня пісня» (опубл. у зб.: Вербицький М. Чотиригласник)
- «Цвітка молить» («Раз мотилька голубила», опубл. у зб.: Кобзар)
- «Сльози» («У зеленім бірку соловій заводить»)
- «Весна»
- на сл. І. Гушалевича — «Вдовець» («Возьму я си сопілоньку», опубл. у зб.: Кобзар)
- «До зорі» (там само)
- «Згадка» (там само)
- «Куди ти пливеш»
- «Похорони»
- «Хто за нами, Бог за ним»
- жовнірський цикл: 1-а ч. — «Бувай здорова» («Ах, вже остання хвиля розлуки»)
- 2-а ч. — «Бог милосердний»
- 3-я ч. — «Битва»
- 4-а ч. — «По битві» («Все утихло»)
- на сл. інших авторів — «На погибель» («Дай, дівчино нам шампана» (на сл. В. Стебельського, автограф 1869, опубл. у зб.: Вербицький М. Чотиригласник)
- «Поклін» («Гей на горі на високій», на сл. Ю. Федьковича, 1866, опубліковано у зб.: Боян)
- «Ще не вмерла Україна» (на сл. П. Чубинського, опубл. у зб.: Кобзар)
- «Завіщанє» («Заповіт», на сл. Т. Шевченка, для подвійного хору, соло і супр. орк., 1868, опубл. у Львові 1877 із супроводом фортепіано)

Солоспіви, вокальні ансамблі
- «Плач вдовиці», на сл. Ант. Лужецького, з супроводом фортепіано (опубл.: Плач вдовиці. — Перемишль, 1853, авторство сумнівне)
- «Отдайте мі покой душі»
- «Погулянка» («Ой дана, моя дана»)
- «Щасливий супруг» (всі 3 із супроводом гітари, автографи у рукоп. зб.: Quitarre, № 16)
- «Не чужого ми бажаєм», сл. В. Шашкевича, дует для тенора й баритона із супроводом фортепіано (опубл. у вид.: Бібліотека музикальна. — Л., 1886. — Вип. 6).

#### Дискографія
- Михаилъ Зазулакъ (Michael Zazulak). Альбом «Вже воскресла Україна / Марселєза». Видавець, каталожний номер: Viktor – 72509-A, 72509-B. Матричні номери: B-23431, B-22830. Рік видання – (1919). Джерело – The Library of Congress (loc.gov).[61]
- У квітні 1934 р. львівський хор «Сурма» під диригуванням Івана Охримовича для варшавської фірми Syrena Record (число платівки 9232) серед «50 що найкращих українських пісень» записав пісню М. Вербицького «Раз мотилька голубила» (до вірша В. Шашкевича "Цвітка молить») у музичній редакції С. Людкевича.[62][63]
- CD Михайло Вербицький. Духовні твори.— К.: Кам. хор «Київ», 2004.
- Пісні для чоловічих квартетів. Виконує Вокальний ансамбль Kalophonia. 4.03.2019. Youtube.[64]
- М. Вербицький. Валерій Георгіян. 19.06.2015. Youtube.[65]

## Вшанування пам'яті

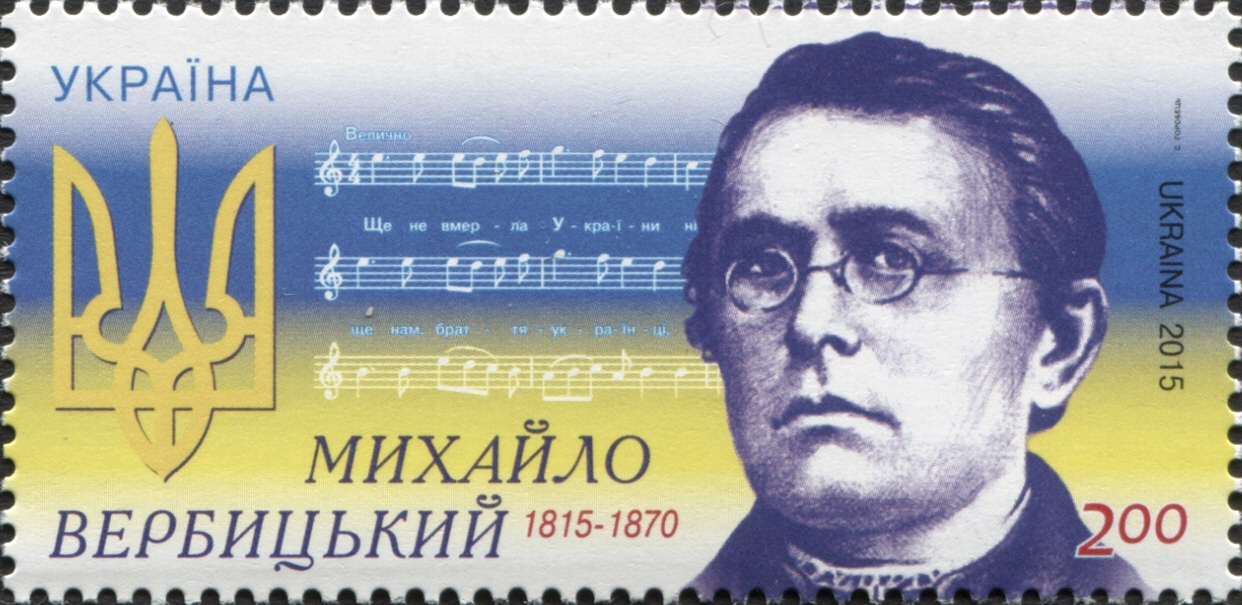
Поштова марка Укрпошти, 2015

Могила о. Вербицького знаходиться у с. Млини, поряд із кордоном (сьогодні територія належить Польщі) біля старовинної дерев'яної церкви Покрови Пречистої Богородиці, збудованої у 1740-му році (гарно відреставрована, нині служить храмом місцевим римо-католикам).  
У двадцятих роках о. М.Вербицькому на його могилі поставлено пам'ятник, який у своїй верхній частині по боках нагадував два нерозквітлі бутони, які символізували, видно, що не до кінця розквітнув талант композитора. На цементній оправі пам’ятника вибито прізвище і роки життя Михайла Вербицького. Згодом дописали: «Автору гімну України».
У 50-ту річницю смерті о. Вербицького у 1920 році згадують очевидці, що трудно було знайти зарослу травою могилу на цвинтарі в Млинах. Та й на передодні 65-ої річниці смерті Композитора ледве спромоглись львівські культурно-співацькі групи та організації поставити на гробі скромний пам'ятник. Станіслав Людкевич назвав ці два факти аномалією.
Святкування 120-ліття М. Вербицького у Яворові відбулося 17 червня 1934 року. Це, по суті, за 9 місяців до справжньої дати його народження, і очевидно було зумовлено необхідністю об'єднати урочистості з нагоди відкриття надмогильного пам'ятника М.Вербицькому у Млинах разом з відзначенням 120-ліття від дня його народження. Це був, мабуть, єдиний правильний вихід у тодішніх історичних умовах і конкретній політичній ситуації в Польщі, коли тогочасна влада дуже неохоче йшла на дозвіл влаштування українцями масштабних багатолюдних національних свят. Про це свідчить відтягування польськими урядовцями офіційного відкриття ("торжественного відслонення")  пам'ятника, збудованого на кошти членів Студентського хорового товариства «Бандурист», який був встановлений на могилі ще 1931 року.

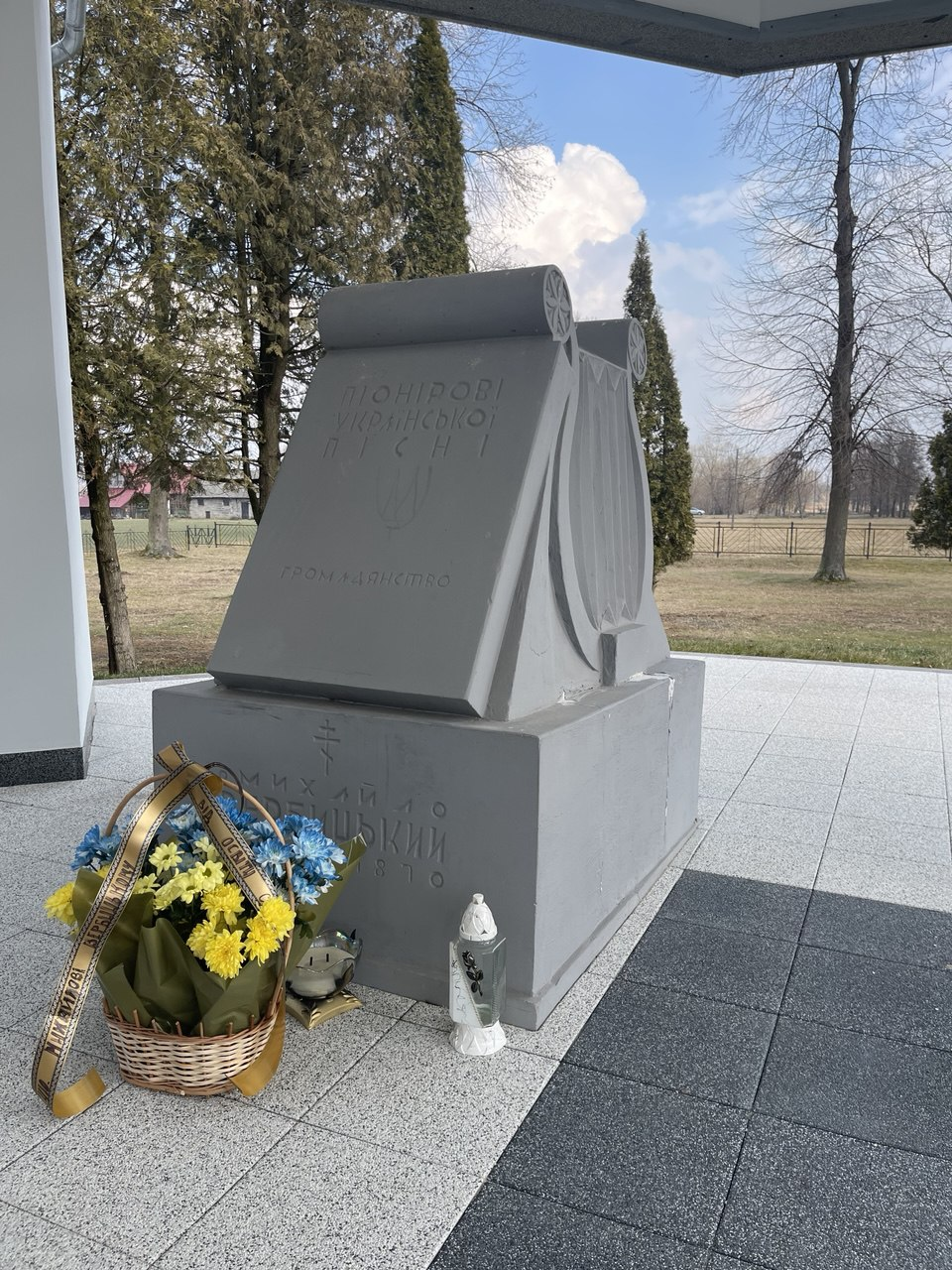
Надгробок на могилі о. Михайла Вербицького у селі Млини.

17 червня 1934 року, заходами академічного хору «Бандурист» у Львові відслонено великий нагробник у Млинах на праху спочилого о. Вербицького. Зійшлось біля 5,000 громадян Яворівського повіту, бо місцева польська поліція не дозволила на більш численний приїзд людей. Зібрані співали разом із священиками заупокійні пісні обробки покійного та почули кілька гарних промов від д-ра Нестора Нижанківського, студента Миколи Дужого та самого війта села Млинів.
У 1934 році, з нагоди ювілею о. М. Вербицького, на Яворівщині відбулися урочистості, які висвітлював часопис «Українське слово»: «Свято складатиметься з 4-ох частей: Богослужіння під голим небом, панахида на могилі М. Вербицького, проповідь і відслонення пам'ятника. Співає хор „Бандуриста“ зі Львова. Академія з промовою делегата „Бандуриста“ — п. М.  Дужого, представника села Млинів, представника селянства з повіту й представника повітових установ Яворова. Співатимуть хори — „Бандуриста“ і „Бандуриста“ зі Львова, „Бояна“ з Яворова, звучатиме музичне тріо і реферат др. Ст. Людкевича про музичну творчість Михайла Вербицького. Части І, ІІ, ІІІ відбудуться в Млинах Яворівського повіту, де є похований Михайло Вербицький, ч. IV відбудеться в Яворові».
У 1990(?) році до 175-ї річниці від дня народження М. Вербицького в Дрогобичі відбулася наукова конференція, згодом (1992) вийшла ошатна книжка про святкування ювілею з публікацією 18-ти доповідей з цієї конференції.
У 1995 році яворівці на державному рівні відзначили 180-ту річницю від дня його народження: його ім'ям названо одну із вулиць та Яворівську школу мистецтв, споруджено єдиний у світі романтично окрилений пам'ятник у центрі міста. 
Громада міста Яворова на Львівщині встановила Михайлові Вербицькому пам'ятник і назвала його іменем музичну школу та вулицю. Є вулиця його імені також у Львові.

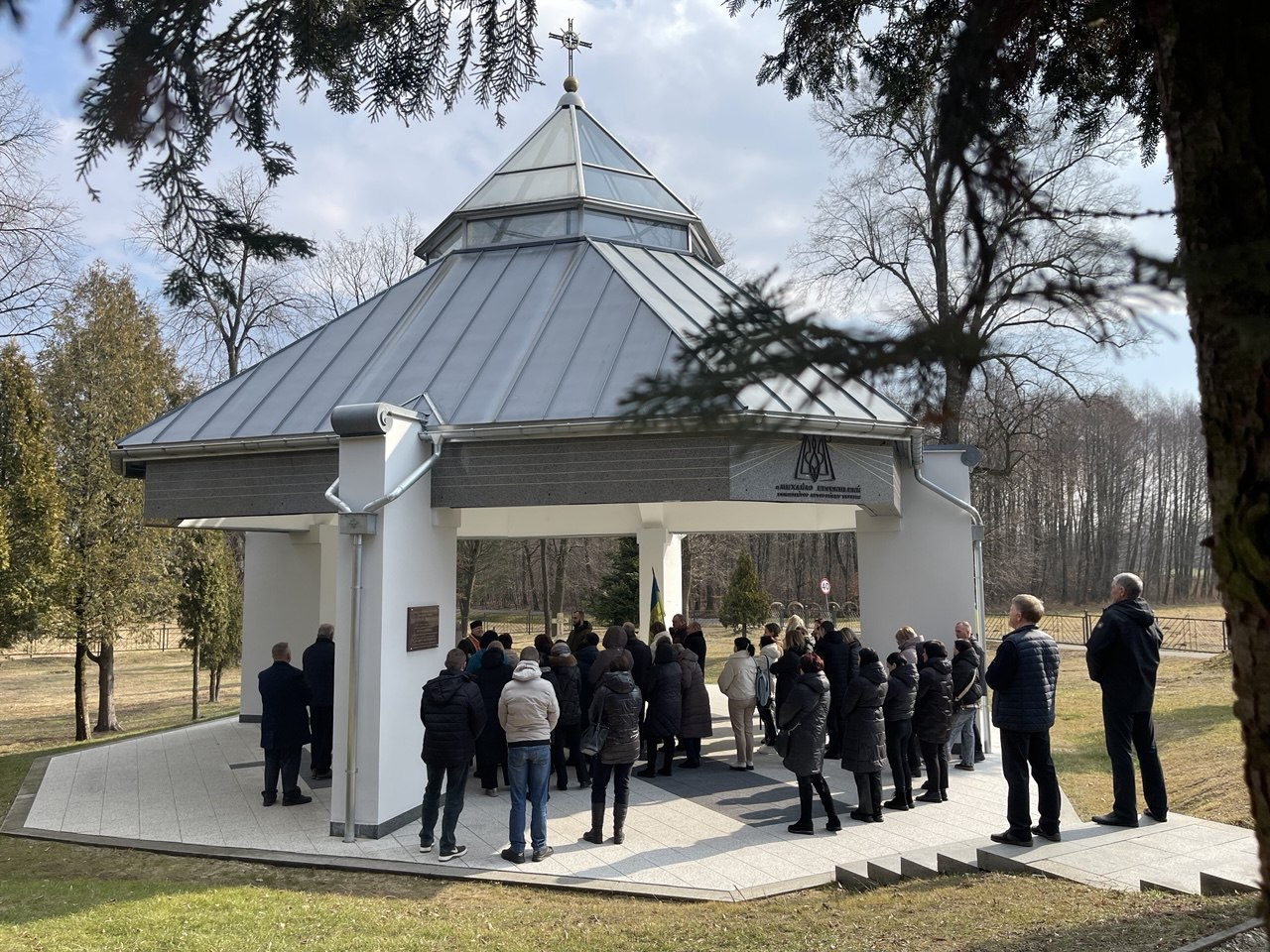
Каплиця над могилою о. Михайла Вербицького у Млинах (Польща).

24.08.2004 збудовано каплицю над могилами отців-парохів села Млини Михайла Вербицького та Олекси Величко (1892-2.12.1941) за ініціативи та під керівництвом Степана Лукашика. 12 квітня 2005 року за участю Президента України Віктора Ющенка каплицю-пантеон відкрито та освячено архиєпископом кир Іоаном (Мартиняком), Перемисько-Варшавським митрополитом за пароха о. протоієрея Богдана Степана.
Перемиський відділ Об'єднання українців у Польщі здійснив фонографічний проєкт «Сян»: запис на диск «Пісень о. Михайла Вербицького для чоловічих квартетів» вокальним ансамблем «КАЛОФОНІЯ» у складі семи учасників, які паралельно виконали збірку з 11 чотириголосних пісень для чоловічих хорів (1863) (10 на слова о. Івана Гушалевича і славень «Ще не вмерла Україна» на слова П. Чубинського). Окрім того, вони записали збірку «Дванадцять штироголосних піній на мужескії голоси» (1869) (з них 11 на слова Володимира Шашкевича і «На погибель» на слова Володимира Стебельського).
У селі Стрілки Львівської області іменем о. Михайла Вербицького названо місцеву опорну школу І–ІІІ ст.
У 2014 році Володимир Пилипович опублікував ноти Літургії о. М. Вебицького.
За ідеєю Львівського товариства «Надсяння» (голова — Володимир Середа) львів'яни вирішили встановити у Львові пам'ятник о. М. Вербицькому перед музичним училищем ім. Станіслава Людкевича. У червні 2013 року завершився Всеукраїнський конкурс на найкращу концептуальну ідею пам'ятника Михайлові Вербицькому, що був оголошений Львівським регіональним суспільно-культурним товариством «Надсяння». На конкурс надійшов 21 проект. Перемогу здобув проект творчого колективу скульпторів Андрія та Володимира Сухорських і архітектора Володимира Стасюка. Пам'ятник встановили 28 грудня 2015 року в Львові, у сквері на розі вулиць Бандери, Вербицького та Чупринки.
27 лютого 2015 року депутати Тернопільської міської ради прийняли рішення про присвоєння комунальній установі — музичній школі № 2 імені Михайла Вербицького.
З нагоди 200-ліття від дня народження композитора, 4 березня 2015 року, численні делегації з України взяли участь в урочистих заходах, проведених представниками української громади Польщі на цвинтарі в с. Млинах Підкарпатського воєводства, де поховано М. Вербицького, та в Перемишлі. Напередодні, 28 лютого, в с. Явірнику Руському Перемишльського повіту відкрили меморіальну таблицю на дзвіниці храму, в якому парохував о. Михайло.
20 травня 2016 року в Броварах з'явилась вулиця, названа на честь Михайла Вербицького.
15 грудня 2022 року у Органному залі Львова відкрили найбільший у світі класичний портрет українського композитора — автора музики українського Гімну Михайла Вербицького. Автором портрету є львівський художник Рахманін Гліб.
21 лютого 2023 р. міська рада перйменувала вулицю Зої Космодем'янської в Чернігові на вулицю Вербицьких та честь Михайла Вербицького та Миколи Вербицького-Антіоха.
У 2024 році у селі Стрілки встановили унікальний в Україні музичний парк ім. о. Михайла Вербицького з вуличними музичними інструментами (маримба, дзвони "Монах", трубчасті дзвони, ручний барабан "Дует", "Ехо") та арт-об'єктами (співоча лавочка, інтерактивна доріжка, що веде до меморіальної інсталяції) у рамках проєкту «БойкоМандри», що реалізується ГО «Магура» за підтримки Українського культурного фонду та Стрілківської сільської ради. 2 березня 2025 року з нагоди 210-ї річниці з Дня народження о. Михайла Вербицького музичний парк урочисто відкрили і посвятили. Очолював посвяту владика Григорій (Комар), єпископ-помічник Самбірсько-Дрогобицької єпархії УГКЦ разом і греко-католицькими та православними священниками Стрілківської громади.
Також в рамках проєкту "БойкоМандри" створено короткометражне дослідницьке відео про о. Михайла Вербицького та історію написання Гімну України, рілс та видано брошуру "Локальні історії єдности українського народу. Стрілківська громада" (одна із трьох історій - ""Ще не вмерла Україна": історія духовної єдности українського народу"). 

## Світлини

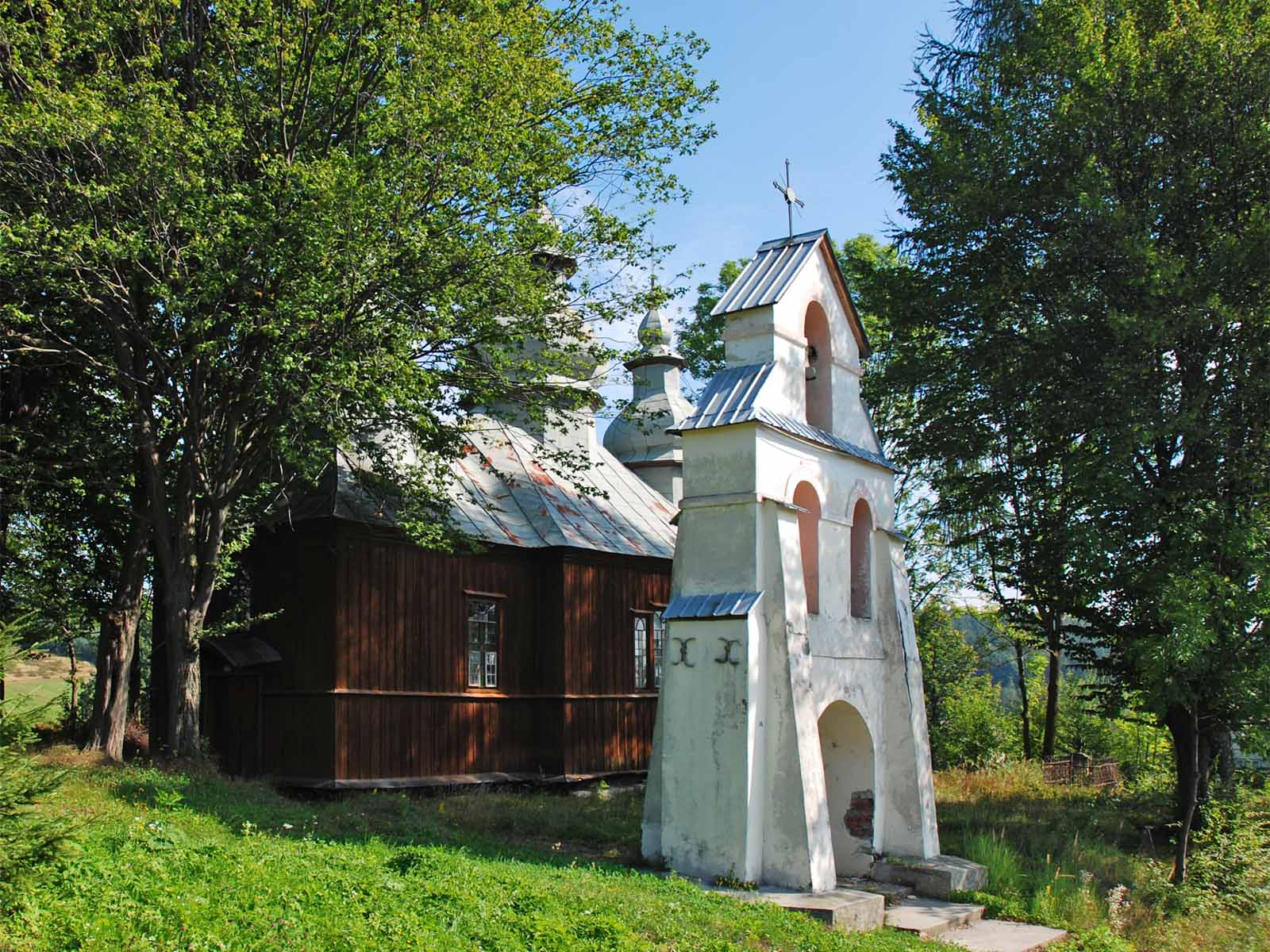
Парафіяльна церква батька у селі Явірник-Руський
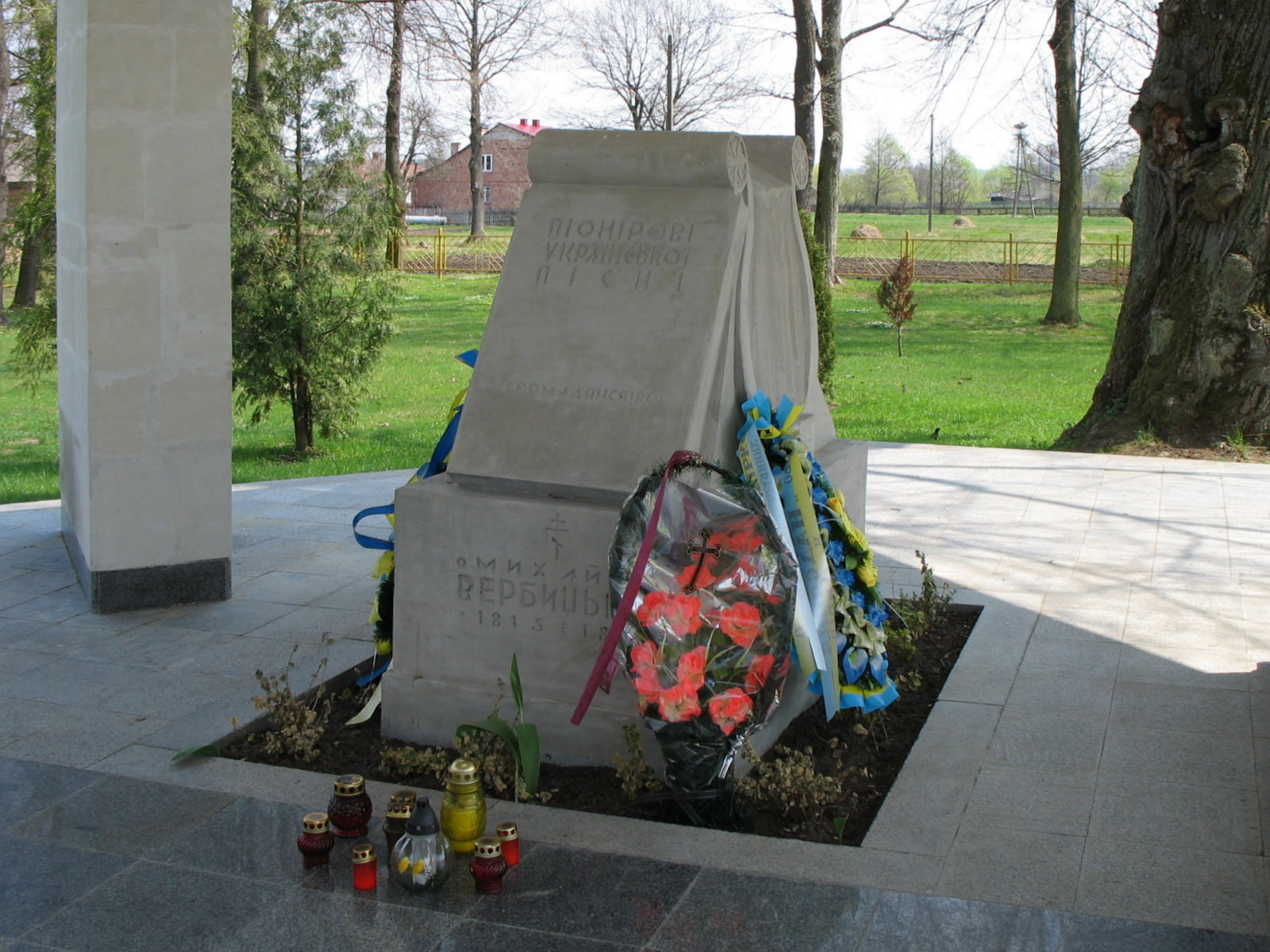
Могила Михайла Вербицького у Млинах
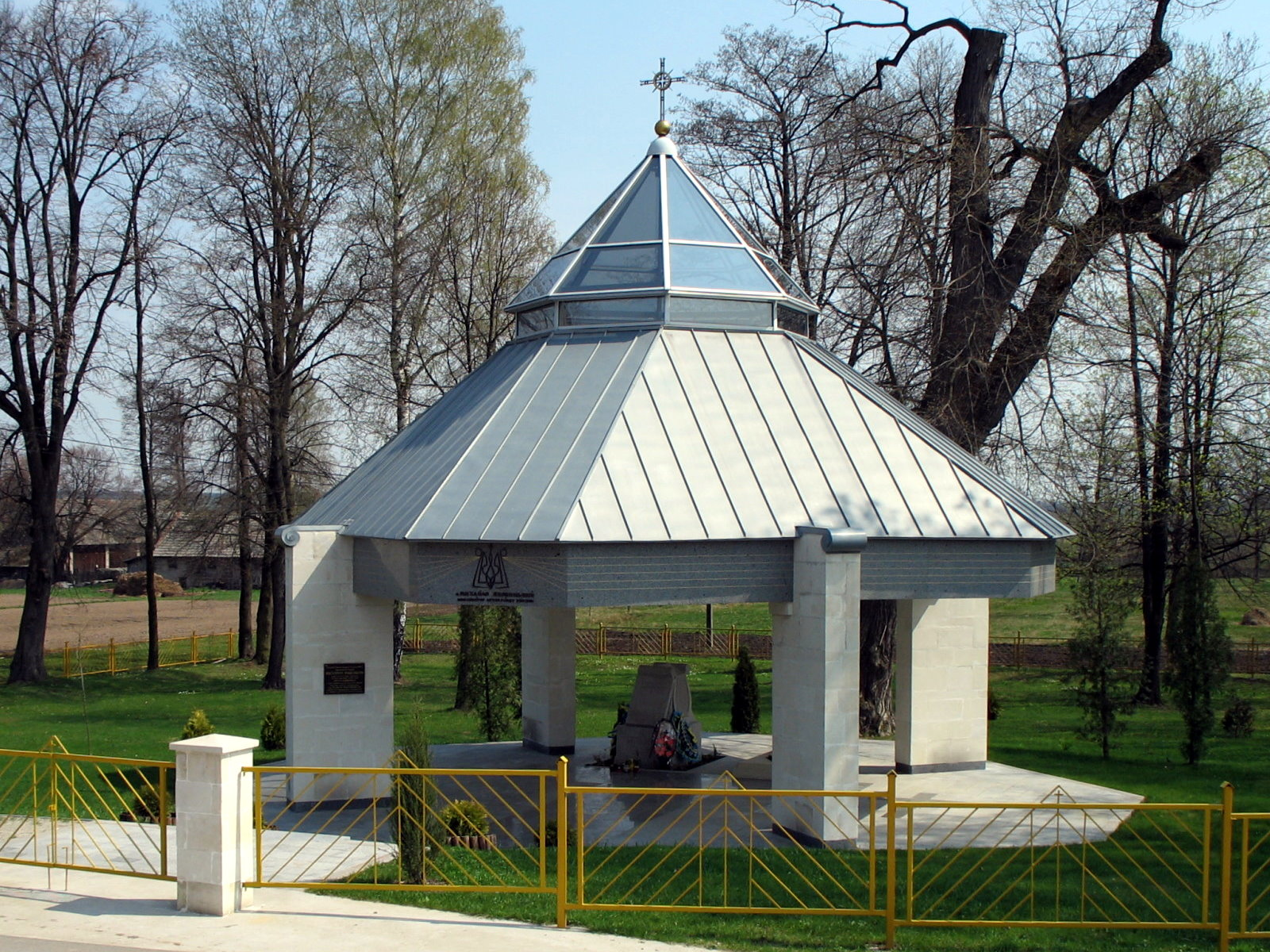
Каплиця над могилою композитора
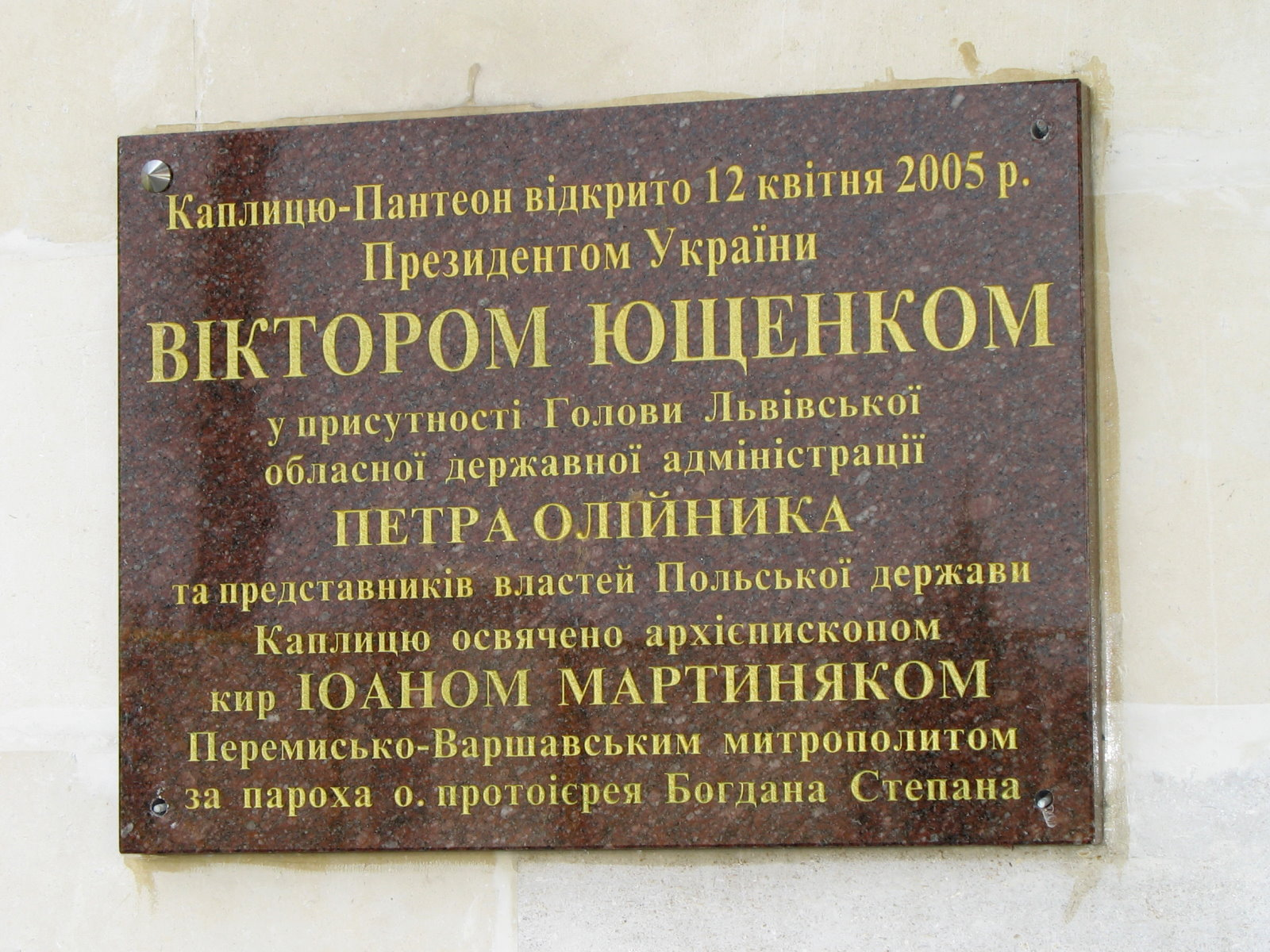
Меморіальна дошка в Млинах
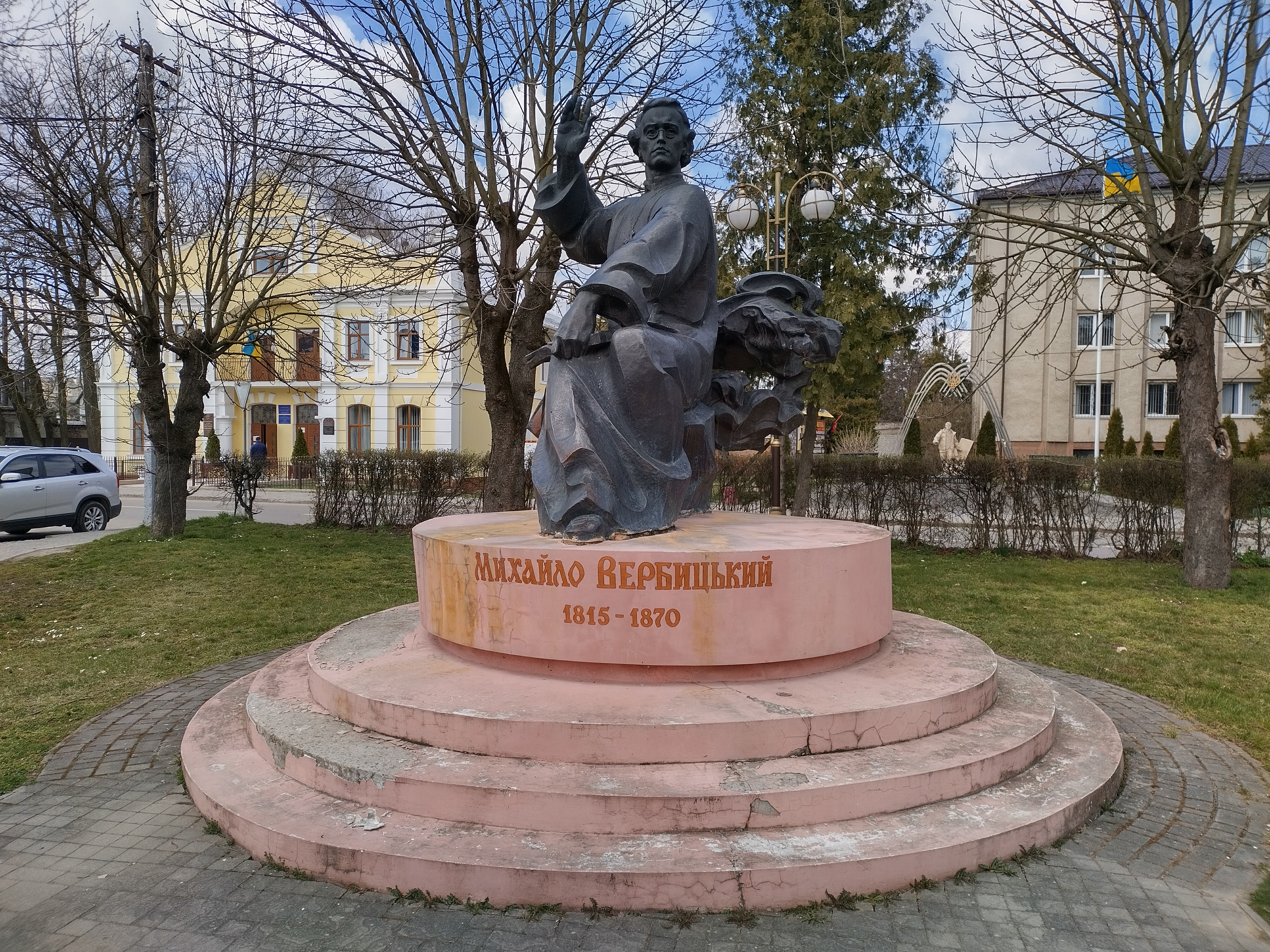
Пам'ятник Михайлові Вербицькому в Яворові